# Zoltán Krenický
Zoltán Krenický (16. listopadu 1925 – 22. června 1976) byl československý basketbalista, účastník Olympijských her 1948 a stříbrný medailista z Mistrovství Evropy 1951.
V československé basketbalové lize hrál za družstva VŠ Bratislava, Dynamo Košice, ATK Praha (1952–1953) a Jednota/VSS Košice, celkem 12 sezón (1945-1958), třikrát byl vicemistrem Československa (1946, 1948, 1953) a má jedno třetí místo (1947).
Československo reprezentoval na letních olympijských hrách 1948 v Londýně, kde s národním týmem skončil na 7. místě a na Mistrovství Evropy 1951 v Paříži, kde s reprezentačním družstvem získal stříbrné medaile. Za Československo odehrál celkem 28 utkání. Na Olympijských hrách 1948 v Londýně s atletem Emilem Zátopkem se zúčastnil přijetí u anglické královny Alžběty II.
V Košicích na jeho počest je hrán Memoriál Zoltána Krenického pro družstva minibasketbalu.

## Hráčská kariéra

### kluby
- 1945-1951 VŠ Bratislava - 2x vicemistr Československa (1946, 1948), 3. místo (1947), 3x 5. místo (1949, 1950, 1951),
- 1951 Dynamo Košice - 7. místo
- 1952-1953 ATK Praha - vicemistr Československa (1953), 5. místo (1952)
- 1955-1958 Jednota/VSS Košice - 3x 7. místo (1955-1958), v sezóně 1956-1958 zároveň trenér

### Československo
- Olympijské hry 1948 Londýn (17 bodů /4 zápasy) 7. místo
- Mistrovství Evropy v basketbale mužů 1951 Paříž (2. místo)
- Za reprezentační družstvo Československa v letech 1947-1951 hrál celkem 28 zápasů.